# مو کون
مو کون (به انگلیسی: Mo Cowan) (زادهٔ ۴ آوریل ۱۹۶۹) سناتور ایالت ماساچوست در سنای ایالات متحده آمریکا بود که در ۱ فوریه ۲۰۱۳ به طور موقت جایگزین جان کری شد.